# Herscher (Illinois)
Herscher est un village du comté de Kankakee dans l'Illinois, aux États-Unis,. Situé au sud-ouest du comté, il est incorporé le 12 mai 1893.

## Démographie
Lors du recensement de 2010, le village comptait une population de 1 591 habitants. Elle est estimée, en 2016, à 1 544 habitants.

## Source de la traduction
- (en) Cet article est partiellement ou en totalité issu de l’article de Wikipédia en anglais intitulé « Herscher, Illinois » (voir la liste des auteurs).